# Allée Samuel-Beckett
L'allée Samuel-Beckett est une voie située dans le 14e arrondissement de Paris, en France.

## Situation et accès
Bordée d'arbres, il s'agit de l'allée centrale d'une partie de l'avenue René-Coty.
Elle débute au niveau du no 18, avenue René-Coty et se termine à celui du no 40.

## Origine du nom

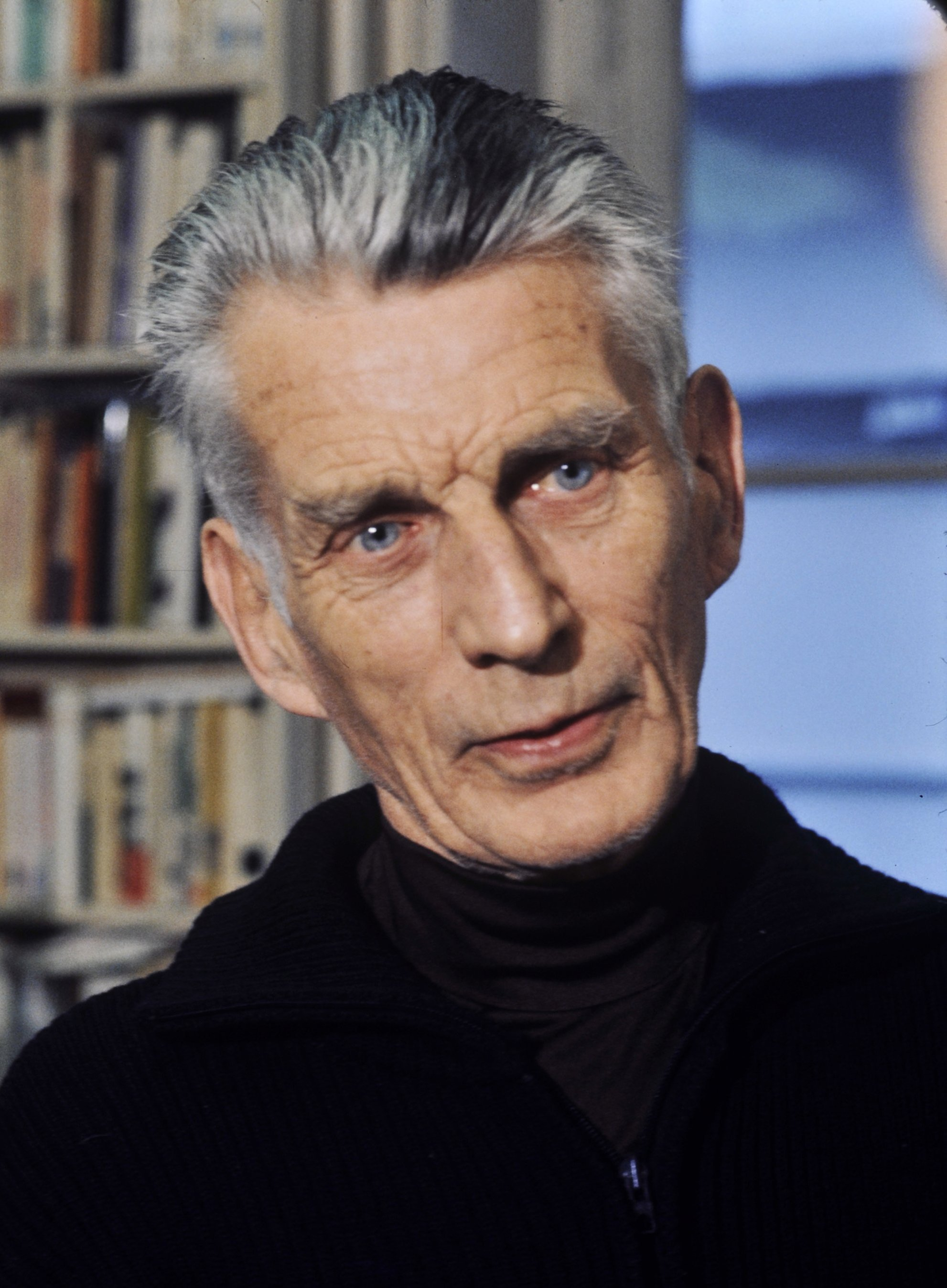
Samuel Beckett.

Cette voie porte depuis 1999 le nom de l'écrivain Samuel Beckett (1906-1989).